# Medalla de l'Àfrica Oriental i Occidental
La Medalla de l'Àfrica Oriental i Occidental, (anglès: East and West Africa Medal) establerta el 1892, va ser una medalla de campanya atorgada per a campanyes menors que es van dur a terme a l'Àfrica oriental i occidental entre 1887 i 1900. Es van emetre un total de vint-i-un fermalls.
Les concessions de la medalla van incloure expedicions punitives contra membres de tribus locals, generalment en resposta a atacs contra europeus o tribus veïnes, o per a operacions per suprimir l'esclavitud. La majoria de medalles es van concedir al personal de la Royal Navy, el regiment de les Índies Occidentals o les forces locals dirigides per britànics, inclosa la policia reclutada localment. No hi havia cap unitat de l'exèrcit britànic present, tot i que diversos oficials i suboficials van rebre la medalla mentre estaven secundant a unitats locals. Els destinataris del fermall de Benín 1897 incloïen tres germanes infermeres.

## Disseny
- L'anvers té un retrat a l'esquerra de la reina Victòria amb la inscripció "VICTORIA REGINA".[1]
- El revers té una imatge de soldats britànics lluitant contra africans a la densa selva. El disseny, de Sir Edward Poynter, també es va utilitzar al revers de la Medalla d'Aixanti i la Medalla de l'Àfrica Central.[4]

El nom, el rang i la unitat del destinatari apareixen a la vora de la medalla, utilitzant diversos estils gravats i gravats.
La medalla va ser emesa en plata als oficials i homes de les forces dirigides britàniques. També es va atorgar la medalla amb uns fermalls en bronze als traginers autòctons.
La cinta té 31,7 mil·límetres d'ample (1,25 polzades) és groga amb vores negres i dues ratlles negres cap al centre.

### Fermalls
Es van atorgar un total de 21 fermalls. Els que es van classificar per a un segon fermall o posterior van rebre el nou fermall només per ser unit a la seva medalla existent. Tot i que la majoria dels destinataris només es van qualificar per a un fermall, s'han vist medalles amb fins a set.
Els destinataris de l'anterior Medalla d'Aixanti, atorgada per la Guerra Aixanti de 1873–74, que també es van qualificar per a la Medalla d'Àfrica Oriental i Occidental, van rebre el fermall adequat només per adjuntar-los a la seva Medalla d'Aixanti existent.
- 1887–8: Operacions contra el poble Yonnie a Sierra Leone, 13 de novembre de 1887 - 2 de gener de 1888
- Witu 1890: Una expedició punitiva contra el sultà de Witu de Wituland a l'actual Kenya, del 17 al 27 d'octubre de 1890
- 1891–92: Una expedició a Gàmbia contra el cap Fodeh Cabbah, 29 de desembre de 1891 - 2 de febrer de 1892
- 1892: Tres expedicions separades contra els pobles Tambi i Toniataba a Sierra Leone i els Ijebus al sud de Nigèria, 8 de març - 25 de maig de 1892
- Witu agost de 1893: Una altra expedició contra el sultà de Witu, del 7 al 13 d'agost de 1893
- Liwondi 1893: Una petita força naval enviada contra el cap Liwondi a l'Àfrica Central Britànica, febrer - març de 1893
- Riu Juba 1893: Una petita força de voluntaris contra els somalis a Jubaland, 23-25 d'agost de 1893
- Llac Nyassa 1893: Una petita partida en vaixell de voluntaris contra el cap Makanjira, novembre de 1893
- 1893–94: Dues operacions separades contra tribus a Sierra Leone i Gàmbia, 26 de novembre de 1893 - 11 de març de 1894
- Gàmbia 1894: Expedició naval amunt del riu Gàmbia, 23 de febrer - 13 de març de 1894
- Riu Benín 1894: Expedició naval pel riu Benín, agost-setembre de 1894
- Riu Brass 1895: Operacions contra el rei Koko al sud de Nigèria, del 17 al 26 de febrer de 1895
- 1896–98: Diverses expedicions punitives als Territoris del Nord de la  Costa d'Or, 27 de novembre de 1896 - 27 de juny de 1898
- Níger 1897: Una expedició a les províncies occidentals de Nigèria de la policia reial del Níger, del 6 de gener al 26 de febrer de 1897
- Benín 1897: Una columna punitiva a Benin City formada per la Royal Navy i la policia reclutada localment, 6 de febrer - 7 d'agost de 1897
- Dawkita 1897: La defensa de Dawkita a la Costa d'Or contra els esclavistes de la tribu Sofa, 28 de març de 1897
- 1897–98: Expedicions a l'interior de Lagos al sud de Nigèria, setembre de 1897 - 14 de juny de 1898
- 1898: Tres expedicions separades al nord de Nigèria, 1898
- Sierra Leone 1898–99: Dues expedicions amb tropes natives i una brigada naval, 18 de febrer de 1898 - 9 de març de 1899
- 1899: Tres expedicions separades al sud de Nigèria, febrer - maig de 1899
- 1900: Dues expedicions separades contra els Kaduna i els Munshi a la província del nord de Nigèria, del 4 de gener al 9 de maig de 1900

Els que van servir a la campanya Mwele de 1895-96 a la costa de Kenya no es van classificar per a un fermall, però van rebre la medalla amb la inscripció "MWELE" i les dates "1895" o "1895-6" gravades a la vora, a continuació. a l'urpa de la medalla.
Els fermalls inscrits 1896-97 i 1896-99 van ser autoritzats, però mai es van emetre.